# О’Нил, Джим
Теренс Джеймс «Джим» О’Нил, барон О’Нил Гатлийский (англ. Terence James "Jim" O'Neill, Baron O'Neill of Gatley; род. 17 марта 1957, Манчестер, Ланкашир) — британский экономист и финансист. Почётный профессор экономики Университета Манчестера.
В 1978 году окончил Университет Шеффилда, экономист. В 1982 году получил степень доктора философии в Университете Суррея.
Свою финансовую карьеру начал в «Bank of America» в 1982 году. С 1988 года работал в «Swiss Bank Corporation», где в 1991—1995 годы возглавлял глобальные исследования. С 1995 года партнёр «Goldman Sachs», с 2001 года глава глобальных экономических исследований, с 2010 года глава подразделения по управлению активами Goldman Sachs Asset Management (GSAM). В феврале 2013 года было объявлено, что до конца года он покинет банк.
Автор термина-акронима БРИК (Бразилия, Россия, Индия, Китай).
Почётный доктор Института образования Лондонского университета (2009).
Женат, двое детей.